# Quaranti
Quaranti település Olaszországban, Piemont régióban, Asti megyében. Lakosainak száma 148 fő (2023. január 1.). Quaranti Alice Bel Colle, Castelletto Molina, Fontanile, Mombaruzzo és Ricaldone községekkel határos.

## Népesség
A település lakossága az elmúlt években az alábbi módon változott:
| Lakosok száma | 181  | 173  | 148  |
|               | 2017 | 2018 | 2023 |